# Pierre de Castelbajac
Pour les articles homonymes, voir Castelbajac.
Pour les autres membres de la famille, voir Famille de Castelbajac.
Pierre de Castelbajac est un prélat français, évêque de Pamiers de 1488 à 1497.

## Biographie
Soutenu par la comtesse de Foix, Catherine de Navarre, il est nommé durant une période de crise schismatique épiscopale qui dura de 1467 à 1498.
Le 7 septembre 1488, il confirme les privilèges et exemptions accordés aux habitants de Pamiers par ses prédécesseurs.
Il fait bâtir dans le fief de sa famille l'église Sainte-Foy de Bernet, dans le comté de Bigorre.